# Germán Márquez
Germán Andres Márquez, född den 22 februari 1995 i San Félix, är en venezuelansk professionell basebollspelare som spelar för Colorado Rockies i Major League Baseball (MLB). Márquez är högerhänt pitcher.
Márquez har tagits ut till MLB:s all star-match en gång och har vunnit en Silver Slugger Award.

## Karriär

### Major League Baseball

#### Tampa Bay Rays
Márquez skrev på för Tampa Bay Rays i juli 2011, vid 16 års ålder, och fick i samband med det en bonus på 200 000 dollar. Året efter gjorde han proffsdebut i sitt hemland, i farmarligan Venezuelan Summer League, innan han ytterligare ett år senare fick fortsätta sin karriär i USA. I januari 2016, innan han hunnit göra debut i MLB, trejdade Rays honom och Jake McGee till Colorado Rockies i utbyte mot Corey Dickerson och Kevin Padlo.

#### Colorado Rockies
Efter en fin säsong i farmarligorna flyttades Márquez upp till Rockies den 6 september 2016 och han debuterade i MLB två dagar senare. Han hann med sex MLB-matcher den säsongen, varav tre starter, och var 1–1 (en vinst och en förlust) med en earned run average (ERA) på 5,23. Den nästföljande säsongen spelade han först för Rockies högsta farmarklubb Albuquerque Isotopes, men i slutet av april var han tillbaka i moderklubben. Därefter var han ordinarie och startade 29 matcher, under vilka han var 11–7 med en ERA på 4,39. Han räknades fortfarande som rookie och kom femma i omröstningen till National Leagues Rookie of the Year Award.
Den 11 juli 2018 slog Márquez sin första homerun och den kom mot en positionsspelare som hade fått hoppa in som pitcher. Det var första gången en pitcher slagit en homerun mot en positionsspelare i MLB sedan 1986. Den 26 september inledde han en match med åtta raka strikeouts, något som bara hänt två gånger i MLB sedan 1900. I samma match satte han även klubbrekord i antal strikeouts under en säsong. Totalt under säsongen var han 14–11 med en ERA på 3,77 på 33 starter. Hans 230 strikeouts var fjärde bäst i National League, liksom hans 10,56 strikeouts per 9 innings pitched. Den senare siffran var också ett nytt klubbrekord. Som slagman hade Márquez en fantastisk säsong och var bäst av alla pitchers i MLB med ett slaggenomsnitt på 0,300, en slugging % på 0,350 och 18 hits, vilket ledde till att han erhöll en Silver Slugger Award.
Precis efter säsongsinledningen 2019 kom Márquez och Rockies överens om ett femårskontrakt värt minst 43 miljoner dollar, med en möjlighet för klubben att förlänga kontraktet ytterligare en säsong för 16 miljoner dollar. Några dagar senare, den 14 april, pitchade han sin första complete game och första shutout i en match där han bara tillät en hit till motståndarna. Han missade den sista månaden av säsongen på grund av en armskada och gjorde därför bara 28 starter, där han var 12–5 med en ERA på 4,76. Han var sämst i National League med 14 wild pitches.
Under den av covid-19-pandemin kraftigt förkortade säsongen 2020 var Márquez 4–6 med en ERA på 3,75 på 13 starter, delat flest i National League. Hans 81,2 innings pitched var flest i ligan. Den 29 juni året efter var han mycket nära att pitcha en no-hitter, men tillät en hit i början av den nionde inningen. Under den och de två föregående matcherna tillät han bara fyra hits och en poäng på 23 innings pitched och bara två pitchers i MLB hade haft lika bra eller bättre siffror över tre matcher sedan 1893. Några dagar senare togs han ut till MLB:s all star-match för första gången. Under 2021 var han 12–11 med en ERA på 4,40 på 32 starter. Med tre complete games var han delat bäst i National League, men hans 15 wild pitches var sämst i ligan.